# Pierre Barbin
Pour les articles homonymes, voir Barbin.
Pierre Barbin (17 février 1926 à Paris - 5 octobre 2014 à Paris) est une personnalité française du cinéma.
Il est le fondateur et délégué général de l'Association française pour la diffusion du cinéma, des Journées du cinéma, qui organisa des journées du cinéma dans plus de trente villes de 1951 à 1962 ainsi que du Journées internationales du film de court métrage de Tours (de 1955 à 1968) et des Journées internationales du film d’animation, organisées à Cannes, en 1956 et 1958 et à Annecy, qu'il anima jusqu'en 1967. 
Il fut aussi  le secrétaire général puis le président d’honneur de l’Association internationale du film d'animation. Il a fait don de toute la documentation sur les festivals de Tours et d'Annecy à la Bibliothèque nationale de France, département des Arts du spectacle, fonds Pierre-Barbin.

## Biographie
Il fut engagé volontaire en 1944 - 1945 dans les services de santé (corps militaire de rapatriement). Après des études de chimie à Paris, il travailla comme cadre dans une usine d’armements.  
Fondateur et délégué général de l'Association française pour la diffusion du cinéma (AFDC), du Festival international du film de court-métrage (Tours, 1955 - 1968), des journées internationales du film d’animation (Cannes, 1956 et 1958 - Annecy, 1960 à 1967), il est secrétaire général puis président d'honneur de l’Association internationale du film d’animation.
Sa nomination par le ministre de la culture André Malraux comme directeur artistique et technique de la Cinémathèque française en février 1968 en lieu et place du fondateur Henri Langlois aboutit à des manifestations de protestation et à la fermeture de l'établissement jusqu'à la réintégration d'Henri Langlois le 22 avril. La mobilisation de son comité de défense (comprenant les cinéastes Abel Gance, François Truffaut, Alain Resnais, Georges Franju, Jean-Luc Godard, Chris Marker, Jacques Rivette, Alexandre Astruc, Claude Chabrol, Pierre Kast, Claude Berri, Jacques Doniol-Valcroze, Jean Eustache, André Cayatte, Éric Rohmer, Jean Rouch, Joris Ivens, Robert Bresson, les acteurs Jean-Pierre Léaud, Claude Jade, Françoise Rosay et Jean Marais, avec l'appui de cinéastes étrangers tels que Charlie Chaplin et Stanley Kubrick) tiendra un rôle prépondérant en amont de mai 68.
Par la suite organisateur au Centre national du cinéma d'une série de colloques consacrés aux problèmes économiques et artistiques du cinéma français (colloque de Menars et colloque de Cerisy-la-Salle, 1970), chargé de mission au Centre national du cinéma, il négocie les rapports cinéma-ORTF (1970 - 1972).
Il crée le service de la photographie au ministère de la Culture (1975 - 1976) puis est chargé de mission pour le patrimoine photographique au ministère de la Culture de 1975 à 1986.
On lui doit aussi l'organisation du colloque Atget avec le Collège de France, la négociation et l'animation des donations à l’État des œuvres de grands photographes : Jacques Henri Lartigue, Willy Ronis, André Kertész, Amélie Galup, François Kollar et l'organisation de nombreuses expositions en France, à New York, Chicago, Washington, Rome, Tokyo, Lausanne, etc.
Il est membre de la Société d’études du XVIIIe siècle depuis 1996, après il meurt.

## Publications

### Articles
On lui doit de nombreux articles de critique cinématographique dont :
- La Cinémathèque française, dans la revue Commentaire fondée par Raymond Aron, aux éditions Plon (publication en 2003), republié par la Fédération Internationale des Archives du Film en 2004.

Et, dans le cadre de ses recherches sur la vie de Jean Baptiste Gaspard Bochart de Saron :
- « Jean-Baptiste Gaspard Bochart et le château de Saron », La vie en Champagne (publication  des Archives de la Marne),‎ janvier-mars 1996.

### Livre
- La cinémathèque française, Inventaire et Légendes, éditions Librairie Vuibert, septembre 2005.

## Engagements et distinctions
Pierre Barbin a reçu la carte du CDLR (« Ceux de la Résistance ») au titre 1944-1945. Il est par ailleurs commandeur dans l’ordre national du Mérite et également commandeur dans l’ordre des Arts et des Lettres.

### Articles de journaux
- « Le communiqué des arts et lettres », le Monde,‎ 12 février 1968 (lire en ligne).
- « Manifestation rue de Courcelles », le Monde,‎ 22 février 1968 (lire en ligne).
- « M.Barbin ajourne son voyage aux États-Unis », le Monde,‎ 23 février 1968 (lire en ligne).
- « L'Affaire de la cinémathèque. Une assemblée générale aurait lieu dans quelques semaines », le Monde,‎ 6 mars 1968 (lire en ligne).
- « Nouvelle manifestation rue de Courcelles », le Monde,‎ 20 mars 1968 (lire en ligne).
- « 1968 : l’affaire », le Monde,‎ 15 janvier 1977 (lire en ligne).
- Jacques Siclier, « La réputation de Pierre Barbin », le Monde,‎ 17 février 1987 (lire en ligne).
- « Le mai des cinéphiles a eu lieu en février », le Monde,‎ 10 décembre 2003 (lire en ligne).